# Mỹ An (thị trấn)
Mỹ An là thị trấn huyện lỵ của huyện Tháp Mười, tỉnh Đồng Tháp, Việt Nam.

## Địa lý
Thị trấn Mỹ An nằm gần trung tâm huyện Tháp Mười, có vị trí địa lý:
- Phía đông giáp xã Mỹ An
- Phía tây giáp xã Mỹ Đông
- Phía nam giáp các xã Mỹ An và Phú Điền
- Phía bắc giáp các xã Tân Kiều và Mỹ Hòa.

Thị trấn có diện tích 18,44 km², dân số năm 2019 là 19.255 người, mật độ dân số đạt 1.044 người/km².

## Lịch sử
Ngày 6 tháng 3 năm 1984, Hội đồng Bộ trưởng ban hành Quyết định 36-HĐBT. Theo đó, giải thể 4 xã Mỹ Hòa, Đốc Binh Kiều, Mỹ An, Thanh Mỹ để thành lập 6 xã và một thị trấn mới là xã Mỹ Hòa, Tân Kiều, Đốc Binh Kiều, Phú Điền, Thanh Mỹ, Mỹ An và thị trấn Mỹ An.
Ngày 1 tháng 10 năm 2010, Bộ Xây dựng ban hành Quyết định 887/QĐ-BXD về việc công nhận thị trấn Mỹ An là đô thị loại IV.

## Ảnh
|  |  |
|  |  |